# Nicole Anger

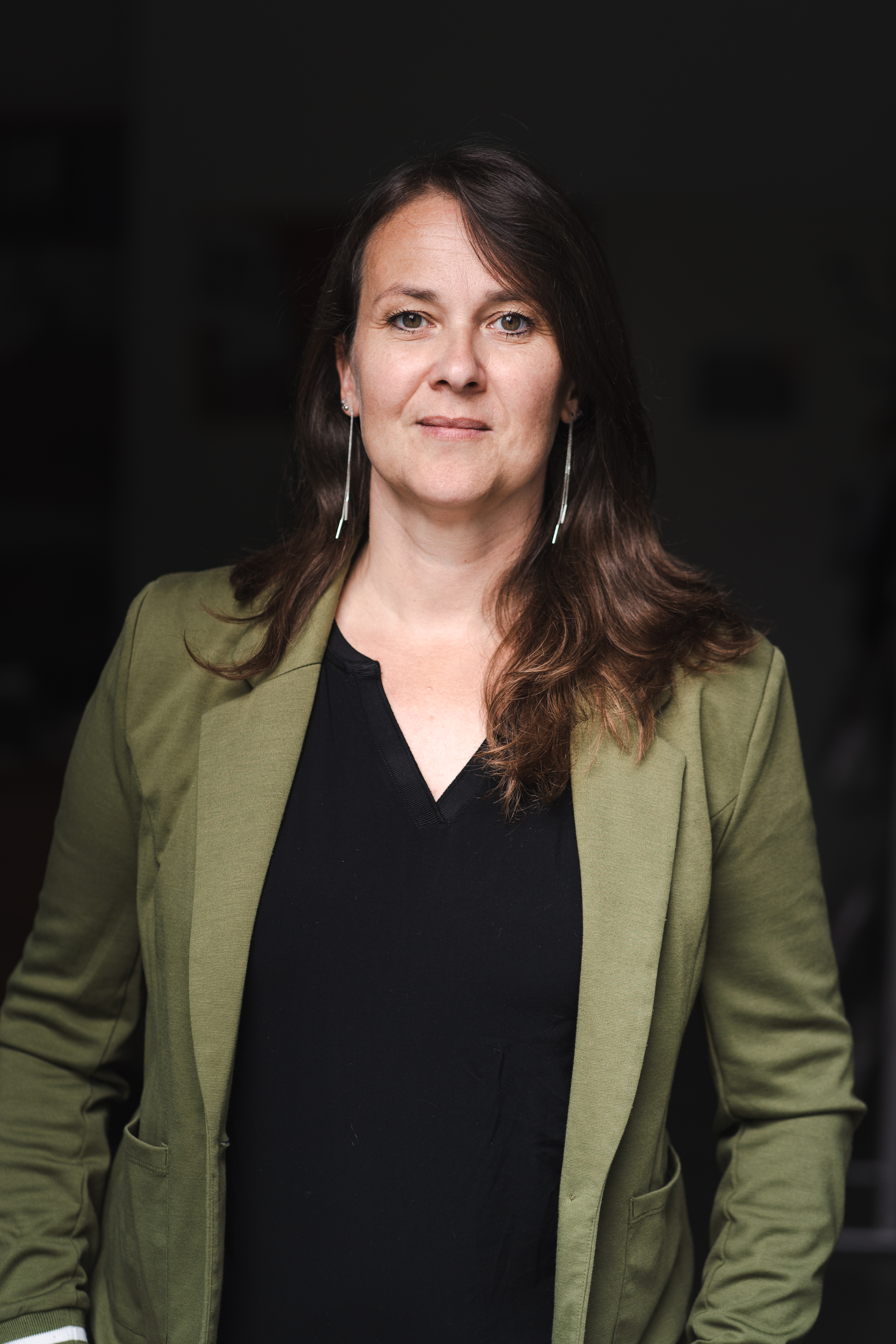
Nicole Anger 2021

Nicole Anger (* 15. August 1976 in Magdeburg) ist eine deutsche Politikerin (Die Linke). Sie ist seit 2021 Abgeordnete im Landtag von Sachsen-Anhalt.

## Bildung und Beruf
Anger legte ihr Abitur 1995 in ihrer Heimatstadt Magdeburg ab und studierte von 1995 bis 2002 die Fächer Pädagogik, Psychologie und Anglistik mit dem Abschluss Magistra Artium an der Otto-von-Guericke-Universität Magdeburg. Während dieser Zeit absolvierte sie auch ein einjähriges Auslandsstudium im englischen Bath. Zusätzlich absolvierte Anger von 2010 bis 2013 an einer privaten Journalistenschule im Fernstudium eine Ausbildung im Bereich Fachjournalismus.
Von 2003 bis 2004 war sie Projektassistentin bei der Regionalstelle Sachsen-Anhalt der Deutschen Kinder- und Jugendstiftung. Danach war sie von 2004 bis 2008 bei der Landesvereinigung kulturelle Kinder- und Jugendbildung Sachsen-Anhalt e. V. als Fachbereichs- und Projektleiterin und von 2008 bis 2016 beim Kinder- und Jugendring Sachsen-Anhalt als Geschäftsführerin tätig. Vor ihrem Einzug in den Landtag von Sachsen-Anhalt war sie zuletzt ab 2017 als Referentin beim Landesverband Sachsen-Anhalt des Paritätischen Wohlfahrtsverbands tätig.

## Politik

### Partei
Anger trat im Jahr 2017 in die Partei Die Linke ein. Sie wurde 2019 als Beisitzerin in den Parteivorstand und 2021 zur Co-Vorsitzenden des Stadtverbandes Magdeburg gewählt.

### Kommunalpolitik
Nach der Stadtratswahl in Magdeburg 2019 wurde sie von ihrer Partei als sachkundige Einwohnerin in den dortigen Ausschuss für Familie und Gleichstellung entsandt. Im Februar 2022 wurde sie auf einem Parteitag der Partei Die Linke ohne Gegenkandidaten mit knapp 96 % der Stimmen zur Kandidatin für das Amt des Oberbürgermeisters der Stadt Magdeburg gewählt.

### Abgeordnete
Bei der Landtagswahl in Sachsen-Anhalt 2021 kandidierte sie als Direktkandidatin im Landtagswahlkreis Magdeburg II und auf Platz 9 der Landesliste der Partei Die Linke. Sie verpasste das Direktmandat bei einem Ergebnis von 14,1 % der Erststimmen, wurde aber über die Landesliste erstmals in den Landtag gewählt. In der 8. Wahlperiode des Landtages ist sie Schriftführerin und ordentliches Mitglied im Ausschuss für Arbeit, Soziales, Gesundheit und Gleichstellung sowie im Ausschuss für Bildung.

## Mitgliedschaften
Anger war bzw. ist unter anderem wie folgt ehrenamtlich und gesellschaftlich tätig:
- von 2004 bis 2014 Mitglied im Kuratorium der Stiftung Demokratische Jugend
- seit 2008 Mitglied der Gewerkschaft Erziehung und Wissenschaft
- von 2009 bis 2021 Mitglied des Landesjugendhilfeausschusses des Landes Sachsen-Anhalt (darunter von 2010 bis 2016 stellvertretende Vorsitzende und von 2016 bis 2021 Vorsitzende)
- von 2010 bis 2016 Mitglied im Hauptausschuss des Deutschen Bundesjugendrings für Landesjugendringe
- von 2015 bis 2021 Mitglied im Rundfunkrat des MDR
- von 2015 bis 2021 Mitglied im ARD-Programmbeirat
- seit 2016 Mitglied des VVN-BdA